# Borówno Małe
Borówno Małe – jezioro położone na Kociewiu w powiecie starogardzkim (województwo pomorskie) w kierunku południowo-wschodnim od Skarszew. W pobliżu zachodniego krańca jeziora przebiega linia kolejowa Skarszewy-Starogard Gdański-Skórcz (obecnie zawieszona).
Powierzchnia całkowita: 10,5 ha.